# Virginie Griess-Traut

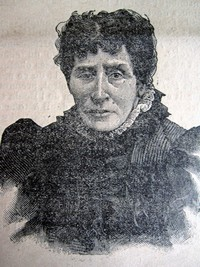
Virginie Griess-Traut

Virginie Griess-Traut (* 18. Oktober 1814 in Colmar; † 9. Dezember 1898 in Colombes) war eine französische Feministin und Pazifistin während des Zweiten Kaiserreichs und der Dritten Republik. Sie stand den Ideen Charles Fouriers nahe.

## Leben
Virginie Traut entstammte einer wohlhabenden protestantischen Familie. Am 7. April 1849 heiratete sie Jean Griess, einen Handelsvertreter, der ihr von den fourierschen Prinzipien inspiriertes Interesse der Selbstversorgung und der Kooperation an der sozialen Organisation der Phalanstiner teilte. Beide nahmen den Namen Griess-Traut an und verließen Frankreich in Richtung Algerien, wo sie 25 Jahre blieben. In Algier bildeten sie mit anderen Fourieristen eine Gemeinschaft und finanzierten mit ihrem Privatvermögen zahlreiche Initiativen, die eine Schule, eine Bäckerei, einen Lebensmittelladen und einen Kindergarten nach der Methode von Friedrich Fröbel gründeten.
Zu Beginn des Deutsch-Französischen Krieges von 1870 forderte Virginie Griess-Traut die Presse auf, den Krieg anzuprangern, was den Beginn ihres pazifistischen Aktivismus markiert. Das Paar kehrte um 1874 nach Europa zurück und lebte in der Schweiz.
1877 verfasste sie das Manifest der Frauen gegen den Krieg, das unter anderem von Marie Goegg-Pouchoulin, Christine Lazzati, Louise de Virte und Mathilde Hunziker unterzeichnet wurde. Im Jahr 1885 schlug sie ein Schiedsgericht über die Unabhängigkeit Afghanistans vor. In den folgenden Jahrzehnten war Griess-Traut in zahlreichen pazifistischen Organisationen aktiv, darunter der Internationalen Liga für Friedensfreiheit, der Französischen Gesellschaft für Schiedsverfahren, der Gesellschaft für den Frieden und der Vereinigung der Frauen für den Frieden. Sie war Vizepräsidentin der Gesellschaft für den Frieden durch Bildung und eine Verfechterin der Idee, dass „europäische Streitkräfte in Gruppen für die Entwicklung öffentlicher Arbeiten umgewandelt werden sollten“, um die stehenden Armeen Europas in „produktive Organisationen“ umzuwandeln.
1889 sprach sie sich auf dem Internationalen Frauenkongress in Paris, für den sie als Vizepräsidentin fungierte, für die Koedukation in den Schulen aus.
Virginie Griess-Traut setzte sich auch für die feministische Sache ein, indem sie Vizepräsidentin der Société pour l’amélioration du sort de la femme et la revendication de ses droits (Gesellschaft für die Verbesserung des Schicksals der Frau und die Geltendmachung ihrer Rechte) mit den aufeinanderfolgenden Präsidentinnen Maria Deraismes und Anna Féresse-Deraismes wurde. Außerdem war sie Mitglied der Französischen Liga für Frauenrechte und der Fédération française des sociétés féministes (Französische Föderation der feministischen Gesellschaften).
Jean Griess-Traut starb 1882; Virginie starb am 9. Dezember 1898 und blieb als „loyale Unterstützerin progressiver, republikanischer, feministischer und friedenspolitischer Anliegen während ihres langen Lebens“ in Erinnerung. Ihre Grabrede hielt Anna Féresse-Deraismes.